# اختراع ادیسون باگ
اختراع ادیسون باگ (انگلیسی: Edison Bugg's Invention) یک فیلم کمدی صامت کوتاه به کارگردانی جرالد تی. هِـوِنـِر است که در سال ۱۹۱۶ منتشر شد. از بازیگران این فیلم می‌توان به اولیور هاردی، ریموند مک‌کی و جرالد تی. هِـوِنـِر اشاره کرد.